# FoamFatale
A FoamFatale leginkább a nagyméretű ipari tárolótartályok tűzvédelmét szolgáló, a korábban alkalmazottaktól eltérő működési elvű tűzoltási technológia.
A hagyományos, szabványos tűzoltó berendezések működési elvétől való eltérés célja a tűznek rendkívül rövid időn belül történő eloltása. A rövid égési idő az automatikus, késlekedés nélküli oltásindításnak és a nagyon gyorsan lezajló, rendkívül intenzív oltásnak köszönhető. Az ilyen gyors oltást az igen nagy mennyiségű habnak rövid időn belül az égő tartályba juttatásával lehet elérni. A FoamFatale technológia előnye a rendkívül nagy teljesítményű habforrás, a hidraulikusan méretezett habelosztó csőhálózat és egy speciális habbevezetési megoldás, a résfúvóka alkalmazása.
Az eljárás magyar találmány, amelynek 15 évig tartó kifejlesztése Szőcs István fejlesztő nevéhez fűződik. A találmány a világ 28 országában 32 szabadalommal védett. A FoamFatale védjegy oltalmát a Magyar Szabadalmi Hivatal 2007-ben lajstromozta. A feltaláló találmányát 2014-ben értékesítette szaúd-arábiai Regional Energy & Environment cégnek, ettől az időponttól kezdve ez a cég birtokolja a kizárólagos jogokat.

## Történeti visszatekintés
1990-ben dr. Szőcs István kifejlesztette a tűzoltásra szolgáló instant habot. Ezt szabadalmaztatva nagy darabszámban kész tűzoltókészülékeket kezdett el cégein keresztül gyártani. Később ezt az újszerű hab-előállítási technológiát nagy méretekben bevezette az ipari felhasználás területére is. Így jött létre egy új, szénhidrogén-tároló tartályok tűzoltására alkalmas technológia, amely FoamFatale néven vált ismertté. A technológia hosszú éveken át tartó tudományos kutatómunka eredménye, mellyel a feltaláló a Zrínyi Miklós Nemzetvédelmi Egyetem Bolyai János Katonai Műszaki Karán, a 2002-ben alapított Katonai Műszaki Doktori Iskolán doktori címet érdemelt ki.

## A márkanév eredete
A védett FoamFatale név játék a szavakkal: a francia eredetű „Femme Fatale”-ra utal (az angol „foam” szó magyarul habot jelent). Ezzel azt fejezi ki, hogy a FoamFatale jelenti a tűz végzetét, ugyanolyan gyorsan, kegyetlenül elbánik vele, mint ahogy a végzet asszonya elbánik a férfiakkal.

## A FoamFatale típusú oltóberendezések jellegzetes felépítése

A FoamFatale rendszer felépítése

### Habellátás
A FoamFatale tűzoltó berendezésnél az oltáshoz szükséges hab – szemben a korábban alkalmazott oltóberendezésekkel és eljárásokkal – nem a tűzoltás helyén és idejében kerül előállításra, hanem jóval előtte, még az oltóberendezés telepítése és üzembehelyezése során. A hab – hasonlóan a palackos tejszínhabhoz – nyomás alatt van tárolva a felhasználás pillanatáig. A tárolandó habmennyiség mindig a tűzfelület nagyságának megfelelően kerül kiszámításra, figyelembe véve a tárolt anyag kémiai jellemzőit is. Alkohol típusú éghető folyadékok oltásához például speciálisan erre a célra kifejlesztett habot kell előkészíteni.

### Habbevezetés
A nyomás alatt tárolt, előre elkészített hab felhasználáskor (azaz amikor tűz tör ki) egy csőhálózaton és egy speciális fúvókán keresztül kerül az égő tárolótartályba. Nagyon fontos ennek a csőhálózatnak az áramlástani szempontból pontos méretezése.
A habbevezető csőhálózat elemei a következők:
- hab-fővezeték: ez köti össze a FoamFatale habtartályt a védendő szénhidrogén-tároló tartállyal
- elzáró szelep, mely a fővezetékbe van építve: ez normál állásban zárva van, így a habot a tartályban tartja. Tűz esetén automatikusan kinyit, nyitását a tűzérzékelő rendszer jele vezérli
- hab-felszálló vezeték: ez vezeti a habot a tartály felső éléhez
- folyamatos lineáris fúvóka: ez juttatja a habot a tárolótartályba

Ez utóbbi a tartály átmérőjének megfelelő méretre, zárt kör alakban hajlított cső, mely a tartály felső peremére belülről van felerősítve. Ezen a csövön a palást belső falára irányuló folyamatos nyílás, rés van, ez a fúvóka. Az ezen át kilépő hab függönyszerűen a tartálypalást belső felületére jut, azon lefolyva éri el az égő folyadék felszínét, és így kezdi meg a felszín közepe felé folyva a zárt habtakaró létrehozását.

## A FoamFatale típusú oltóberendezések működése

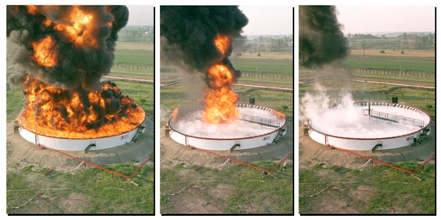
A FoamFatale működés közben

### Az oltás indítása
Ha a telepített, automatikus oltóberendezéssel felszerelt tűzveszélyes folyadéktároló tartályban tűz keletkezik, azt egy tűzérzékelő, jelző és oltásvezérlő berendezés érzékeli, és oltási jelet ad ki. Ennek hatására a FoamFatale berendezés habvezetékének szelepe automatikusan kinyílik.

### A hab kiáramlása
A nyomás alatt tárolt FoamFatale habanyag a bevezető csőhálózatba áramlik. Elérve és megtöltve a folyamatos lineáris fúvókát, azon keresztül a tárolótartály palástjának belső felületére ömlik. Ez a folyamat a nyomáskiegyenlítődés fizikai törvényszerűsége miatt mindenféleképpen végbemegy.
A függönyszerű belső habbevezetés következtében a tartálypalást hűtése igen hatékony, a hab a tartálypalást acéllemezét a hő közvetlen hatásától és a hősugárzástól is azonnal megvédi.
Ezután a hab lefolyik a tartálypalást belső felületén és eléri a tárolt, égő folyadék felületét. Ekkor a palást mellett, a kerület mentén feltorlódik, és a benne létrejövő hidrosztatikai nyomás miatt kialakuló, a tartály középpontja felé mutató erő hatására elkezd az égő folyadékfelületen a tartály középpontja felé áramolni.

### A habtakaró záródása
Helyes, az elméleti számításokon és a gyakorlati méréseken alapuló hidraulikai méretezés esetén a hab áramlásképe egyre szűkülő gyűrű alakú. Abban a pillanatban, amikor a habtakaró a tűzfelület közepén összezár, a tűz kialszik. A habmennyiség úgy van a tűzfelülethez mérten kiszámolva, hogy a biztonságot növelő, a tűz visszagyulladását is megakadályozó, az oltáshoz szükségesnél kellően vastagabb habtakaró alakuljon ki.

### Oltás után
A tűz eloltása után a habot vízzel össze lehet törni, és mivel a FoamFatale technológia környezetbarát, biológiailag lebomló habanyagot alkalmaz, a csatornahálózatba lehet vezetni.

## A FoamFatale tűzoltási technológia elméleti előnyei

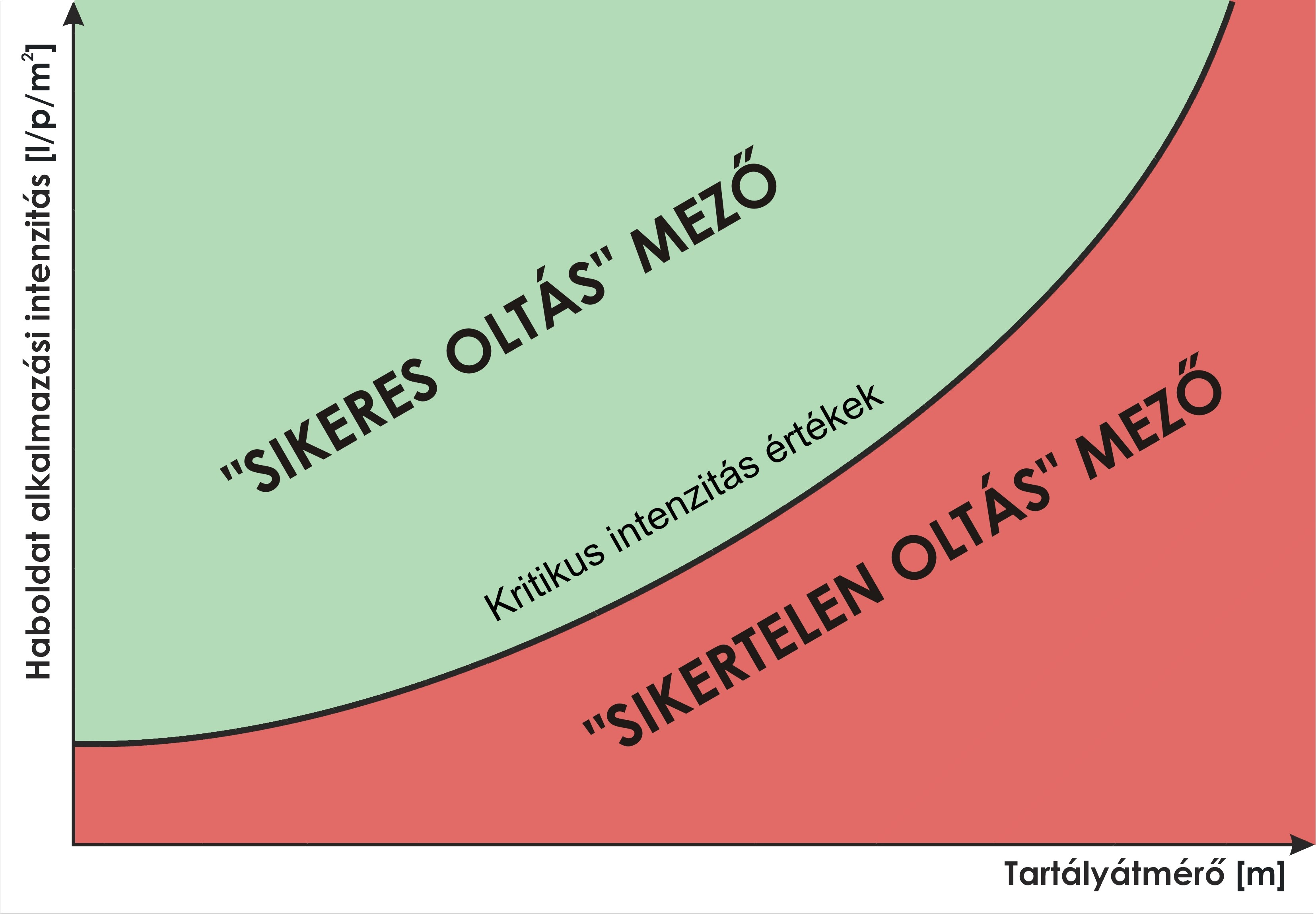
Sikeres/sikertelen oltás a tartályátmérő és a habintenzitás függvényében

Nagy átmérőjű tárolótartályok tüzének oltásához olyan nagymértékű habintenzitásra van szükség, amit a FoamFatale megjelenése előtt csak nagyon drága, nagy teljesítményű eszközöket és vízforrást használó technológia tudott biztosítani. Vízforrás nélkül ezek a technológiák nem képesek működni. A napjaink szokásos, szabványnak megfelelő tűzoltási technológiáival bejuttatott hab megsemmisülési ideje rövidebb, mint ahogy zárt habtakaró létrejöhetne: az oltás egy bizonyos tűzfelület-nagyság esetén elméletileg sem lehetséges.
Mivel a FoamFatale technológiával bármilyen mértékű szükséges habintenzitás elérhető, a tárolótartályok hatékony tűzvédelme mérettől függetlenül biztosítható. A szükséges habintenzitás kiszámításának alapja a védendő felület nagysága és a kitűzött oltási idő.

## A FoamFatale előnyei a gyakorlatban
A FoamFatale technológia számos, különleges előnnyel bír az előtte alkalmazott tartálytűzoltási technológiákkal szemben.
- nincs teljesítménykorlátja, az időegység alatt kiáramló hab térfogata előre megtervezhető, ezért bármely tartályméretnél biztosítható a kitűzött 2 percen belüli oltási idő
- nincs méretkorlátja, a tárolható habmennyiség a habtartályok csoportjának kapacitásával tetszőlegesen növelhető, így bármely méretű szénhidrogén-tároló tartály azonnali oltására alkalmas
- az oltóberendezés felépítése rendkívül egyszerű, a tartály elzáró szelepén kívül nincs mozgó, vagy más okból meghibásodásra hajlamos alkatrész
- az egyszerű felépítés előnye kettős: a beruházási költség alacsony, a működési biztonság megközelíti a 100%-ot
- az oltórendszer működése minden külső forrástól független, a működéséhez nincs szükség se vízhálózatra, se elektromos energia hálózatra
- sem az oltás indítása, sem az oltás végrehajtása nem igényel emberi erőforrást
- az oltóberendezés szélsőséges klimatikus viszonyok között is működik, a forró sivatagoktól kezdve az örökké jeges sarkvidéki viszonyokig mindenütt azonnali működésre képes
- a habtartályban nyomás alatt tárolt hab környezetbarát, a természetbe kijutva magától lebomlik, halogén atomokat nem tartalmaz, ózonlebontó hatása nincs
- a habanyag önmagában sem veszélyes élőlényekre, természetes alapanyagokból készül
- tűzoltóautóban gyorsbeavatkozó járműként jelentkeznek a legfőbb előnyei, például a repülőtéri balesetek tűzoltóautói

## További fejlesztések
A technológia alkalmazóinak gyakorlati tapasztalatai és igényei, valamint a folyamatos tudományos kutatómunka és kísérletek eredményeinek felhasználásával a FoamFatale folyamatos fejlesztés alatt áll.